# Yamaha FJR 1300
Yamaha FJR 1300 je model motocyklu kategorie sportovně cestovní motocykl, vyvinutý firmou Yamaha, vyráběný od roku 2001. Nahradil model FJ 1200 Charakterem FJR 1300 navazuje na kultovní řadu Yamaha FJ, ale technicky se jedná o úplně nový stroj, který s FJ 1200 nemá nic společného.
Na rozdíl od svého předchůdce má motor chlazený kapalinou a sekundární převod kardanem a nespornou výhodou je rozpětí a elasticita mohutného zátahu motoru, s nejlepší ochranou jezdce před větrem a aerodynamickým hlukem. Starší verze mají pětistupňovou převodovku. Avšak od roku 2016, již ve čtvrté generaci je šestistupňová a motor doznal ještě vyladěnějšího charakteru. Poslední, ale také rozlučkový model ( v EU z důvodu přechodu na normu EURO 5 ) FJR 1300 Ultimate Edition je vyroben ve vzácné sérii pouze tisíce kusů a každý motocykl má svůj emblém s pořadovým číslem. Má také mimořádně rozdílné lakování černé v kombinaci se zlatou. Tato vlajková loď Yamahy s motorem supersportu v tomto posledním vydání disponuje plně elektronicky nastavitelným podvozkem, palivovými mapami, plně diodovým osvětlením, přisvěcováním do zatáček, tempomatem, vyšším el. nastavitelným plexi štítem, vyhřívanými rukojetěmi, palubním počítačem, duálním brzdovým ABS systémem, kontrolou trakce, el. zamykatelnou schránkou s USB porty, kufry, nádraží na 25 litrů paliva, hlavním stojanem, dvěma výfuky a mnoha jinými technologiemi kdy je na přání k dispozici i verze s automatickou převodovkou. V poměru fantastického pohodlí, vzpřímenějšímu avšak ne úplně kolmému posezu, hladkému tahu motoru BEZ VIBRACÍ, výkonem i mrštností stroje je FJR 1300 bezkonkurenčním sportovně cestovním strojem který již ve zmiňovaném poměru zastíní svou univerzálností i obrovské stroje ryze cestovního typu které např. v Alpských serpentinách proti FJR z důvodu své těžkopádné ovladatelnosti zaostávají. V neposlední řadě je nutno vyzdvihnout vysokou spolehlivost, odolnost a kvalitní zpracování motocyklu a ne nadarmo ho používají např. policisté po celém světě včetně České republiky.

## Technické parametry
- Krouticí moment: 138,5 Nm při 7000 ot/min
- Celková délka: 2230 mm
- Šířka: 750 mm
- Výška: 1450 mm
- Výška sedla: 805 mm
- Rozvor: 1545 mm
- Rám: hliníkový
- Suchá hmotnost: 264 kg
- Pohotovostní hmotnost: 291 kg s kufry
- Maximální rychlost: 275 km/h
- Spotřeba paliva: 5,9 l/100 km